# アンドリュー・トリジェル
アンドリュー・トリジェル（Andrew Tridgell, 1967年2月28日 - ）は、ファイルサーバソフトウェアSambaの作者、貢献者ならびにrsyncアルゴリズムの共同開発者として有名なオーストラリアのコンピュータプログラマである。
彼は、複雑なプロプライエタリプロトコルやプロプライエタリソフトウェア、アルゴリズムを解析することで知られており、その目的は互換性のあるFOSSを実装することにある。

## プロジェクト
トリジェルはSambaの主要開発者であり、主な貢献としては、Microsoft Windowsオペレーティングシステムが使用するWorkgroup用のServer Message Block(SMB)プロトコルならびにネットワークファイル共有サービスの解析、また、もとはSambaの一部であったtalloc階層型メモリアロケータの開発が挙げられる。
彼は博士(Ph.D.)論文作成のため、高性能ファイル転送、同期ツールrsyncと、そのアルゴリズムの共同開発を行った。彼はrsyncと類似したアルゴリズムを使用するrzipアーカイバの作者でもある。
彼は、強化学習型チェスエンジン、KnightCapの作者である。
トリジェルは、当時サービスが提供されていなかったオーストラリアで、ティーボをPAL規格で動作させるためのハッキングを行うリーダーでもあった。
2005年4月、トリジェルは、後にSourcePullerとして知られる、BitKeeperソースコードレポジトリと連携させるための1つの自由ソフトウェアを作成しようとした。この結果、このことを知ったBitKeeper開発元のBitMoverは従来Linux開発者に無償提供していたBitKeeperの使用契約を破棄した。ここで、Linuxカーネルのファウンダーであるリーナス・トーバルズとトリジェルは、この出来事に関する公開討論に至った。トリジェルは次のような主張をした。すなわち、彼はBitKeeperのクライアント・サーバを購入、所有すらしておらず、したがってそのライセンス契約にも同意していないため、ライセンス違反などとはならない。そしてその解析手法は、かつて彼がSambaを作成したときと同じように、データを遣り取りするプロトコルの解析を「道徳的」に行っただけに過ぎない。当該プロジェクトへのトリジェルの関与により、リーナスは彼がBitKeeperに対し汚いトリックを使用したことを非難した。トリジェルはまた解析の手法は、単にBitKeeperのサーバに、BitKeeper製品とは無関係なtelnetクライアントでアクセスしHELPとタイプするだけだと主張している。彼の主張が真実ならば、プロトコルに対するリバースエンジニアリングはBitKeeperソフトウェアに対するそれではないため、ソフトウェアのライセンス上問題ないのではないかとの意見もある。また結果として自由ソフトウェアであるLinuxカーネル開発プロジェクトからプロプライエタリ製品を排除できたことを歓迎する声もあった。

## 学業
トリジェルはニューサウスウェールズ州ホーンズビーに位置するバーカーカレッジという寄宿制中等教育学校に通い、1984年には州の高等学校認定の認定状を受け取っている。彼は、1988年、シドニー大学の応用数学と物理学の専攻分野において学士号を修めた。その後、キャンベラに移り、オーストラリア国立大学で理論物理学講座における「最上位の成績」(first class honours)を修め、「優位学位」(Honours degree)で修了している。
トリジェルは、オーストラリア国立大学のコンピュータサイエンス研究所で博士号を授与された。博士課程における彼のオリジナルの研究は音声認識の分野であるが、それは完成することはなかった。提出した論文'Efficient Algorithms for Sorting and Synchronization'（並べ替えと同期に関する効率的アルゴリズム）は彼のrsyncアルゴリズムの成果に基づく。

## 勤務先
トリジェルのキャリアは1987年から1988年まで勤めていた、金融市場におけるコンピュータシミュレーションを設計する業務を担うEfam Resourcesという企業に始まる。彼の業績は5年間市場にて販売されていた"The Options Analyst"という製品に通じる。
1988年から1989年にかけては、トリジェルは"Sonartech Pty Ltd"（現在ではSonartech Atlas）という企業のソフトウェア開発者として勤務していた。その業務内容は、オーストラリアの潜水艦に搭載するソナー技術の開発であった。彼は、パッシブソナー技術に関する業務に携わった。
1989年から1990年にかけては、トリジェルは、オーストラリア国立大学生物科学研究所("Research School of Biological Sciences")の研究員に採用され、山火事や人口動態のような物理・生物学的事象ならびに環境のコンピュータモデルの構築に携わった。
1991年から1999年にかけては、トリジェルは、オーストラリア国立大学の他様々な地位に就いていた。例えば、UNIXシステム管理者、研究用人工衛星の制御担当者、そしてスーパーコンピュータ研究者である。この間、彼は、別の業務として、"Cooperative Research Centre for Advanced Computational Systems"というプロジェクトに関わっている。彼はこの中で、PIOuS (Parallel Input/Output System: 並列入出力システム)、後にHiDIOS (High-performance Distributed Input/Output System; 高性能分散入出力システム)という、富士通AP1000、AP+スーパーコンピュータ上に並列ファイルシステムを構築するプロジェクトを率いていた。トリジェルはまた講師としても勤務しており、当初は大学のコンピュータサイエンス部門の准講師のち非常勤講師として教鞭をふるっている。後には、大学フェローとして招聘されている。
1999年の中頃から、トリジェルはキャンベラにあるLinuxcare（現在のLevanta）のオフィスにオーストラリア人として初めて雇用された。彼は、OzLabsとして知られる14名のスタッフからなる研究開発チームの結成の手助けをしている。Linux企業、オープンソース企業というのはこのころはまだ新しい概念だった。トリジェルは2000年にLinuxcareのリサーチフェローとなった。
2001年3月、トリジェルはVA Linux Systemsに入社した。彼はVA Linux Systemsのネットワークアタッチトストレージ(NAS)部門に勤務し、SambaとLinuxカーネル環境下におけるNASデバイスの性能向上に励んでいた。
トリジェルは、勤め先を変え、クアンタムコーポレーションの"Storage Systems Group"部門におけるシニアエンジニアとして、NAS技術に関する取り組みを続けた。彼は改めて、クアンタムが販売する Quantum GuardianOSで動作するNASデバイスSnap Serverの性能向上のため、Sambaの機能開発と効率的な変更作業に関する役割を担った。この時期Sambaに加えられた特徴の一つに、Microsoft Windows 2000 Serverから新たな認証システムとして導入された、Active Directory技術のサポートがある。
2004年、トリジェルはIBMのアルマデン研究センターに遠隔勤務による従業員として雇用された。2005年1月には、彼は1年限りではあるがOpen Source Development Labs(OSDL)とのフェローシップ契約を結んでいる。
2009年と2010年には、トリジェルとボブ・エドワーズ(Bob Edwards)はオーストラリア国立大学で、COMP8440 Free and Open Source Software Developmentという講座を開き、教鞭をふるっていた。

## 受賞歴
- 2003年10月にはオーストラリアの週刊誌The Bulletinによりオーストラリアのもっとも優秀な情報通信技術者として表彰された[14][15]。
- 2006年1月には、フリーソフトウェア財団は彼のSamba、Linuxカーネルそしてrsyncの業績に対し、2005年のAward for the Advancement of Free Softwareを彼に贈った。トリジェルは、GNUプロジェクト創設以来自由ソフトウェア運動の重要な目標に常に邁進していた。それは、人々が容易にプロプライエタリなシステムから脱却できるよう、広く出回っているプロプライエタリソフトウェアの影響について自由ソフトウェアがとるべき道を分析していることによる。
- 2008年7月には、トリジェルは、Sambaとrsyncの業績からGoogle-O'Reilly Open Source Awards[16]において、"Best Interoperator"（相互運用に最も長ける人物）として表彰された[17]。

- トリジェルは、ジェレミー・アリソン、フォルカー・レンデッケ（Volker Lendecke）とともに"伝統的な本来のサンスクリット語としてのグル"とITライターのSam Vargheseから呼称された[18]。